# Буришник (страва)

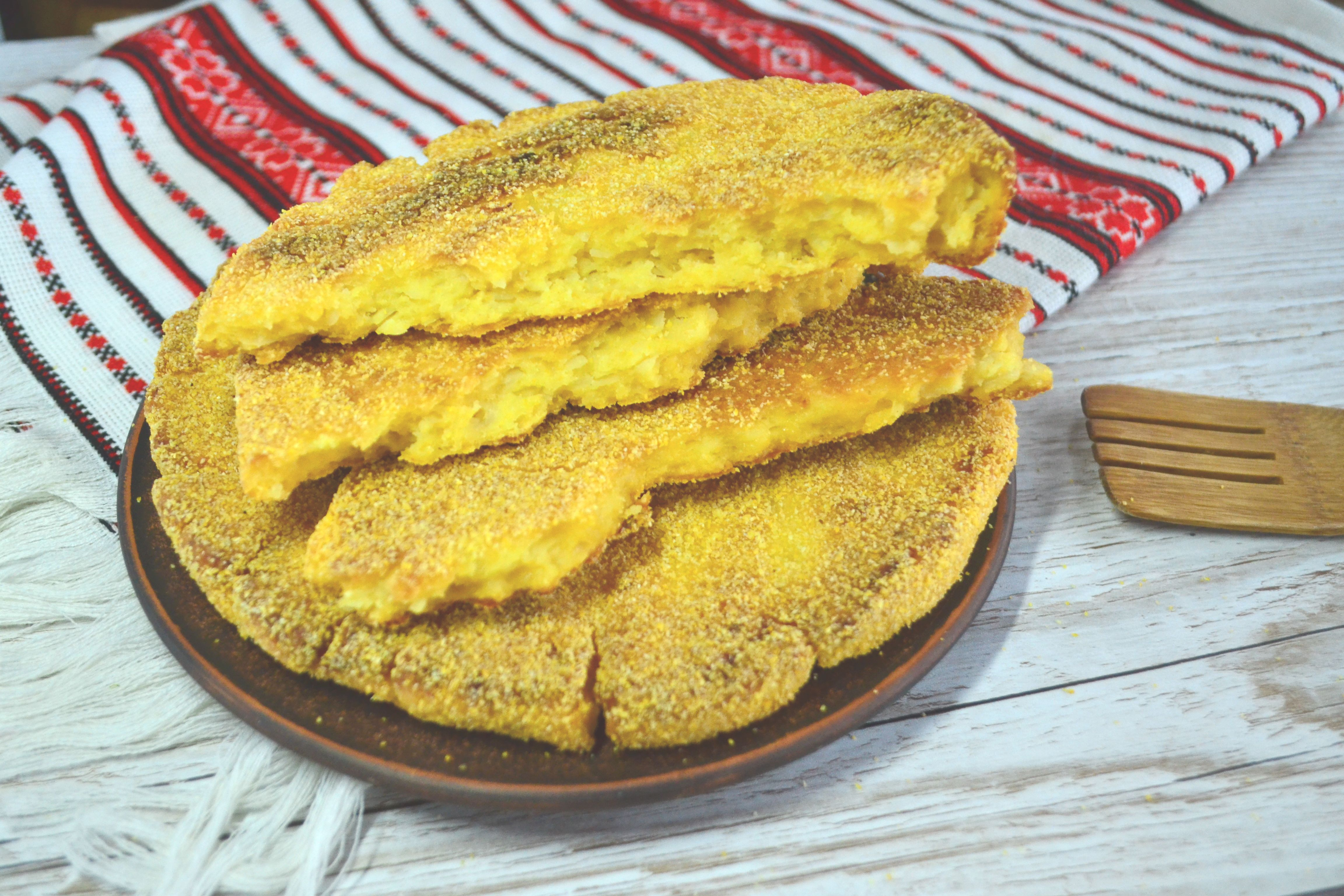
Коржи-буришники

Буришник (бурішник, буляник,ріпляник, бульбяник, печений картопляний корж) —  різновид хлібу, який роблять із товченої картоплі та кукурудзяної муки. Це автентична страва карпатської кухні. 

## Інгредієнти страви
В рецепті для приготування буришника використовують картоплю,  яйця, кукурудзяне борошно,  кукурудзяну крупи грубого помелу,  сіль. Також до рецепту можна додавати бринзу.

## Згадки в літературі
Вперше згадується у літературних джерелах у 1904 році у книзі етнографа Володимира Шухевича "Гуцульщина":
«В часі великого посту ідуть Гуцули до порьидку — сповіди; при тій нагоді беруть за пазуху бурьиник — хлїб з товченої бараболі і кукурудзяної муки. При законі — причастю, держить кождий, що законює ся — причащає ся, сьвічку у руцї, бо сьвічка „сьвідчить перед Богом о чистій душі; як сьвічка згорить, так і чоловік умирає, лише тога ясність душі лишає ся перед Богом", пояснював Юра Бендейчук із Жабя. — Попивши закон водою та помоливши ся, виходять сповідники з церкви і „витають ся бурьиником", що мали в пазусі, подаючи єго одно другому з словами: „Йик ми війшли усї з церкви здорові і здорові угилюємо — відходимо, до хати, так нам, Боже, допоможи угилити на страшнім суді' від рук невмиваного — чорта, на віки віком, амінь!" У Космачи приліплюють по причастю сьвічку до бурьиника і дають мущини мущинам, а жінки жінкам, приговорюючи: „Най Бог прийме перед мої душі!", на що відповідають: „Прости біг!" . Через цілий піст накорпає ґаздиня яєць, аби стало собі на сьвята і на, писанки, дїтям у живний четвер та біднїщим за послугу»
Про буришник згадується у книзі Наталки Фіцич "Культ предків. Нетуристичні звичаї України".